# Lomographa anoxys
Lomographa anoxys (en chino tradicional, 無紋素尺蛾; literalmente, ‘Geométrida de Ansu’) es una especie de polillas de la familia Geometridae. La especie fue descrita por primera vez por el entomólogo suizo Eugen Wehrli en 1825. Es una especie ampliamente distribuida en Asia. El lectotipo de la especie fue descrita en los bosques del Monte Heng (Hunan) a 900 metros (2952,8 pies) de altitud.

## Descripción
Es una polilla mediana con una envergadura de 32 a 42 milímetros (1,3 a 1,7 plg). Las antenas son filamentosas y de color marrón amarillento. Todo el cuerpo es rosado y blanco. Las alas anteriores son anchas, con bordes anteriores de color marrón amarillento, el ápice se proyecta en ángulo recto y sus bordes externos curvados hacia afuera. El cuerpo del ala está cubierto de finas manchas negras, cuya densidad aumenta gradualmente hacia el borde exterior del ala. Las manchas celulares son pequeñas manchas negras, y la línea media posterior presenta un halo gris. Las alas posteriores cuentan con finas manchas negras dispersas, y los discos celulares son más pequeñas que las de las alas anteriores.

## Ciclo de vida
Habita bosques de baja a media altitud, y los adultos aparecen principalmente en verano y otoño.

## Distribución
L. anoxys ha sido descrita en China, la isla de Taiwán, India, Nepal, el Tíbet, Tailandia, Malasia peninsular y en las Filipinas. Uno de los holotipos de la especie sinónima L. laurentschwartzi fue descrita en los alrededores de la comunidad montañosa de Wuche, en la isla de Taiwán.